# 阿尔特纳克
阿尔特纳克（法語：Arthenac，法語發音：[aʁtənak]）是法国滨海夏朗德省的一个市镇，位于该省东部偏南，属于容扎克区。

## 地理
阿尔特纳克（45°30'54"N, 0°18'52"W）面积12.66 平方千米，位于法国新阿基坦大区滨海夏朗德省，该省份为法国西部滨海省份，北起旺代省，西临大西洋，南至吉倫特省，东南接多爾多涅省，东北接德塞夫勒省接壤，东临夏朗德省。
与阿尔特纳克接壤的市镇（或旧市镇、城区）包括：阿拉尚帕尼、阿尔希亚克、布里苏萨尔希亚克、圣欧仁、圣勒里娜、特雷夫勒河畔雷欧。

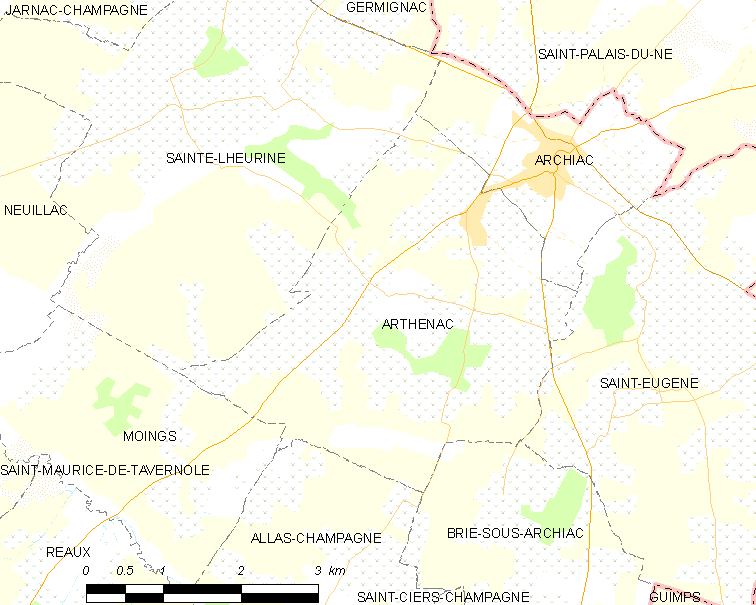
阿尔特纳克的OSM定位图

阿尔特纳克的时区为UTC+01:00、UTC+02:00（夏令时）。

## 行政
阿尔特纳克的邮政编码为17520，INSEE市镇编码为17020。

## 政治
阿尔特纳克所属的省级选区为容扎克县。

## 人口

1962-2008年间阿尔特纳克人口变化图示

阿尔特纳克于2022年1月1日时的人口数量为339人。